# 横越町

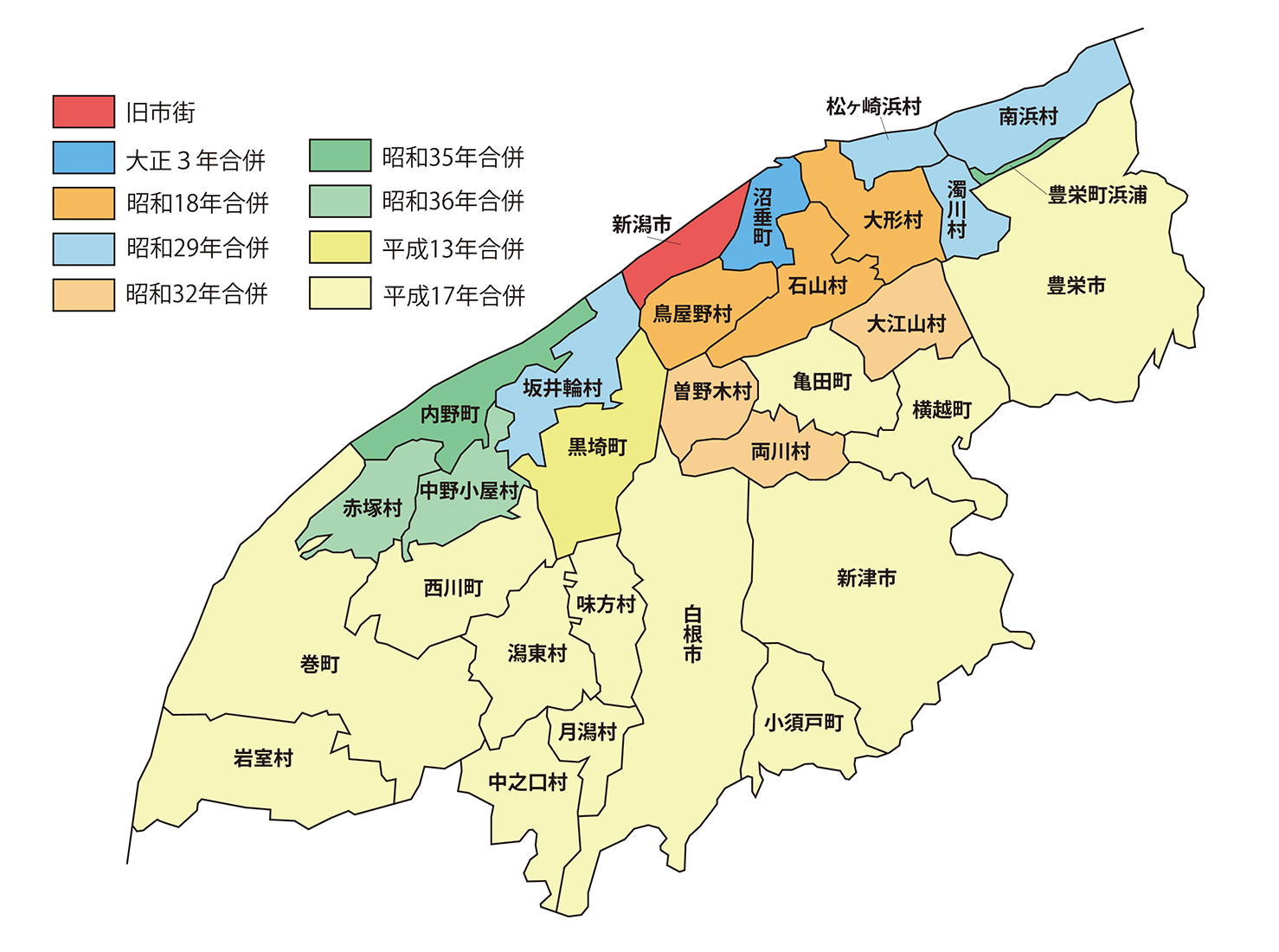
新潟市の合併市町村

横越町（よこごしまち）は、新潟県中蒲原郡に属した町。2005年3月21日の新潟市への編入合併によって消滅し、現在は新潟市の政令指定都市移行により大部分が江南区の一部となっており、十二前および大字小杉・横越の各一部が北区となっている。
以下の記述は合併直前当時の旧横越町に関しての記述であり、現在では名称等が異なる場合がある。なお、ここに記述されていない内容に関しては江南区 (新潟市)#横越地区などの記事を参照。
新潟市（旧西蒲原郡黒埼町を除く）への通勤率は35.4%・亀田町への通勤率は12.3%（いずれも平成12年国勢調査）。

## 地理
- 河川：阿賀野川、小阿賀野川

## 歴史
- 1889年（明治22年）4月1日 - 町村制施行に伴い中蒲原郡横越村が村制施行し、横越村（よこごしむら）が発足。
- 1901年（明治34年）11月1日 - 中蒲原郡沢海村、木津村、二本木村、小杉村と合併し、横越村を新設。
- 1966年（昭和41年）5月1日 - 北蒲原郡豊栄町、京ヶ瀬村と境界の一部を変更。
- 1996年（平成8年）11月1日 - 町制施行し横越町となる。
- 2005年（平成17年）3月21日 - 新潟市に編入され消滅。
  - 詳細は新潟市の行政区域の変遷を参照。

## 地域
- 横越地区[2][3]
  - 1889年（明治22年）まであった横越村の区域。現在の新潟市江南区横越及び北区横越（十二前地区）。1990年代には約300戸規模の宅地「横越うぐいすタウン」が造成された[4][5]。
- 沢海地区
- 焼山地区[6][7][8][9][10]
- 木津地区
- 二本木地区
- 小杉地区[11]
- 藤山地区
- 駒込地区

## 行政
- 町長：浅見良一（1996年11月1日から）（村長としては1983年5月1日から）

## 姉妹都市
- 美浦村（茨城県）
1981年姉妹村盟約

## 教育
- 横越中学校
- 横越小学校

## 文化施設
- 北方文化博物館

## 交通
道路
- 国道49号

鉄道
- 町西部をJR信越本線が通っているが、町域に駅はない。

バス